# RollerCoaster Tycoon (sorozat)
A RollerCoaster Tycoon (gyakran rövidítve: RCT) egy videójáték-sorozat, mely vidámparkok irányítását szimulálja. A sorozat minden része a vidámparkok építésével, igazgatásával vagy fejlesztésével kapcsolatos célokat ad meg, valamint a lehetőséget, hogy a játékos elkészíthesse a saját hullámvasútját.
A sorozat első részét Chris Sawyer fejlesztette, programozta (ő többek közt az ötletgazda is), Simon Foster grafikus és Allister Brimble zeneszerző segítségével. Az első játékot a Hasbro Interactive adta ki (amit később felvásárolt az Infogrames, ami jelenleg Atari néven ismert). A játék váratlan siker volt, két folytatást és számos kiegészítőt élt meg.

## A sorozat részei
- RollerCoaster Tycoon (1999)
  - Corkscrew Follies kiegészítő (Added Attractions néven is ismert) (1999)
  - Loopy Landscapes kiegészítő (2000)
    - RollerCoaster Tycoon: Gold gyűjtemény (Totally RollerCoaster néven is ismert) (2002); Tartalmazza az alapjátékot és mindkét kiegészítőjét
    - RollerCoaster Tycoon: Deluxe gyűjtemény (2003); Tartalmazza az alapjátékot, mindkét kiegészítőjét, több előre elkészített hullámvasút tervvel
- RollerCoaster Tycoon 2 (2002)
  - Wacky Worlds kiegészítő (2003)
  - Time Twister kiegészítő (2003)
    - RollerCoaster Tycoon 2: Combo Park Pack gyűjtemény (2003); Tartalmazza az alapjátékot és a Wacky Worlds kiegészítőt
    - RollerCoaster Tycoon 2: Triple Thrill Pack (2004); Tartalmazza az alapjátékot és mindkét kiegészítőjét
- RollerCoaster Tycoon 3 (2004)
  - Soaked! kiegészítő (2005)
  - Wild! kiegészítő (2005)
    - RollerCoaster Tycoon 3: Gold (2005); Tartalmazza az alapjátékot és a Soaked! kiegészítőt
    - RollerCoaster Tycoon 3: Platinum (RollerCoaster Tycoon 3 Deluxe Edition néven is ismert) (2006); Tartalmazza az alapjátékot és mindkét kiegészítőjét
- RollerCoaster Tycoon 3D (2012)
- RollerCoaster Tycoon 4 Mobile (2014)
- RollerCoaster Tycoon World (2015)

## Könyvsorozat
A RollerCoaster Tycoon könyvsorozat első része, ugyanabban az évben jelent meg mint a RollerCoaster társasjáték és a RollerCoaster Tycoon 2 PC-s játék. A könyvek „Válaszd meg a saját kalandod” stílusban íródtak, több mint 18 végkifejlettel. A sorozatnak 6 része jelent meg (magyar nyelven egy sem), különböző szerzők által:
- Sudden Turn, Shane Breaux
- Sabotage!, Shane Breaux
- The Great Coaster Contest, Tracey West
- Kidnapped!, Larry Mike Garmon
- Haunted Park, Katherine Noll
- Spaced Out!, Bobbi Weiss and David Weiss

## Játékleírás
A játékos feladata, hogy egy vidámparkot irányítson és különböző célokat teljesítsen, mint a park értékének növelése, több látogató vidámparkba vonzása, vagy a park értékelését növelni. Míg néhány pályán a játék egy üres telket kínál a játékosnak vidámpark építés céljára, más pályákon egy fejletlen, rosszul tervezett vagy elavult vidámparkba kell életet lehelni. A játékosnak mindezt a költségvetésből kell kigazdálkodnia.
A legtöbb pályán a célokat egy játékon belüli idő alatt kell teljesíteni, ellenkező esetben a küldetés nincs teljesítve. Az első és a harmadik részben egy küldetés teljesítésével egy újabb pályát nyitunk meg.
A játék, alapos hullámvasút építési lehetőségeket kínál, a játék keretein belül, bármerre lehet vezetni a hullámvasút pályáját. Más, útvonalat követő játékokat is hasonlóképpen lehet építeni.
A játékos, a park infrastruktúrájáért is felelős, azaz az utakért (melyeken a látogatók közlekednek), padokért, szemetesládákért, toalettekért és boltokért. A játék során alkalmazottakat is fel kell fogadni, takarítókat, mechanikusokat, biztonsági őröket és szórakoztatókat. A játékosnak lehetősége van a terepet is rendezni – bár nem feltétlen szükséges. A játékosok emelhetik vagy csökkenthetik a föld szintjét, kialakíthatnak tavakat, fákat vagy más díszítő elemekkel színesíthetik a vidámparkot és akár az utak típusát is meghatározzák.
A látogatók – akik lényegesek a játékban –, külön személyiséggel rendelkeznek és a játékos által meghatározott utakon járnak. A játék figyelemmel követi, hogy mennyi pénzük van, milyen tárgyakat vettek, mik a gondolataik és, hogy mik a szükségleteik (éhség, szomjúság stb.). A RollerCoaster Tycoon 3-ban, a játékos elkészítheti saját látogatói csoportjait, akik a vidámparkba mennek.
A játékosnak a „kutatást” is kezelnie kell, melynek segítségével új játékokat és elemeket nyit fel, azonban ez sok pénzbe kerül.
A folytatásokon tapasztalhatjuk a fejlődést, a játék első részében lévő korlátokhoz képest. Mint például:
- Látogatók gyenge mesterséges intelligenciája
- Homokozó mód (pénz, idő korlát és cél nélküli pálya) hiánya
- Nem megfelelő játékbeli idő-irányítás
- A játékos nem építhet, ha az idő meg van állítva
- Kétdimenziós grafika és az izometrikus nézet

A folytatások folyamatosan több, és több játékot tartalmaztak.

## Problémák egyes operációs rendszerekkel
Néhány Windows 2000-t és Windows XP-t használó játékosnak problémája adódhat az első játék futtatása közben. Például, mikor a játékos számítógépén lévő óra átáll nyári időszámításba, az összes előzőleg megnyitott pálya, újra elérhetetlen lesz. Ez és más egyéb hibák a hivatalos patch telepítésével megszűnnek. A Windows 98 használóinak ugyan nem szükséges frissíteni a játékot, de ajánlott.
A második játék jól működik Windows 98-al vagy újabb Windows operációs rendszerekkel, de a patch letöltése szintén ajánlott, ha a játék indításakor problémák merülnek fel.
A harmadik játék használóinak, lehetséges, hogy a videókártya gyártójának weboldaláról le kell tölteniük a legfrissebb drivert, hogy biztosítsák a maximális rendszer-stabilitást.

## Külső hivatkozások
- RollerCoaster Tycoon hivatalos weboldal
- ChrisSawyer.com